# Río Araguari
El río Araguari es el curso de agua principal del estado de Amapá en el noreste de Brasil. Se hizo famoso entre los surfistas cuando algunos decidieron montar su constante macareo, caracterizando olas que pueden durar varios minutos.
El río fluye a través de la ecorregión de bosques húmedos de Uatuma-Trombetas. El río define el límite occidental de las 460 353 hectáreas (1 137 560 acres) del bosque nacional Amapá, una unidad de conservación de uso sostenible creada en 1989.